# مرکز شهر ساوت‌فیلد
مرکز شهر ساوتفیلد مجموعه‌ای از پنج برج آسمان خراش به هم پیوسته‌است که برابر با ۲٬۲۰۰٬۰۰۰ فوت مربع (۲۰۴٬۴۰۰ متر مربع) است. این مجتمع یک مجتمع اداری است و در دیترویت و حومهٔ ساوت‌فیلد، میشیگان قرار دارد. این برج‌ها شامل هتل وستین ساوت‌فیلد دیترویت، رستوران‌ها، یک مرکز تناسب اندام و یک مرکز کنفرانس بزرگ برای حداکثر ۱۰۰۰ شرکت کننده است. این مجتمع اداری-هتل در امتداد مرکز شهر درایو خارج از ام-۱۰ (آزادراه لژ)، روبروی دانشگاه فناوری لارنس در کلان‌شهر دیترویت واقع شده‌است و بسیاری از بلندترین ساختمان‌های آن جاده به دلیل آدرس آنها نامگذاری شده‌است. به‌طور جداگانه، برج بلند مسکونی ۳۳ طبقه به نام ۵۰۰۰ مرکز شهر در این مجموعه نیز وجود دارد. مرکز آمریکایی، یک برج اداری ۲۶ طبقه دیگر در نزدیکی محل تلاقی بین ایالت ۶۹۶ (I-696) و ام-۱۰ وجود دارد که بخشی از این مجموعه نیست.
مرکز شهر در مقابل مرکز مدنی قرار دارد و بین جادهٔ غربی ۱۰ مایل و جادهٔ آی-۶۹۶، ام-۱۰ و جادهٔ همیشه سبز و همچنین نزدیک به کاسه مخلوط قرار دارد.
یک آتریوم باغ دو طبقه محصور هتل را با برج‌های مرکز شهر ساوتفیلد متصل می‌کند. مساحت آتریوم نیز برابر با ۹۴٬۰۰۰ فوت مربع (۸٬۷۰۰ متر مربع) است از فضای خرده فروشی.

## تاریخ
برنامه ریزان، مکان مرکز شهر را برای جلوگیری از مناطق حفاظت شده تالاب اقتباس کردند. مسیر اصلی آزادراه (I-696) آن را در امتداد قرار داد و موقعیت آن ۱⁄۲۱۰ مایل در جنوب شرقی ۱۱ جادهٔ مایل و جادهٔ گرینفیلد است. برنامه ریزان شهر با تشخیص ارزش یک مجتمع اداری بزرگ و درآمد مالیاتی آن، مجتمع جدیدی را در نزدیکی آن ساختند که موقعیت آن ۱۰ مایل در سمت شرقی جادهٔ همیشه سبز است.
برنامه ریزان بزرگراه مجدداً آزادراه را برای حرکت در امتداد ۱۱ مایل جاده تغییر مسیر دادند. این اتفاق، ساخت و ساز را به تأخیر انداخت، اما زمین را برای ساختن فاز اول آزاد کرد، که بعداً مرکز شهر احتیاط نامیده شد (شرکت بیمهٔ عمر احتیاطی نقش عمده‌ای داشت) و اولین آسمان خراش، به نام ۳۰۰۰ مرکز شهر در ۱۹۷۵ ساخته شد. یک رمپ آزادراه شش خطه در نزدیکی آن به مدت ۱۰ سال نیمه کاره ماند تا بتواند مسیر را برای پروژهٔ بزرگ مرکز شهر تغییر دهد. برج‌های اضافی در ۱۹۷۹، ۱۹۸۳، ۱۹۸۶، ۱۹۸۷ و ۱۹۸۹ ساخته شد.

## محل
مرکز شهر ساوت‌فیلد به صورت مورب در امتداد جاده همیشهٔ سبز و سیویک مرکز درایو (۱۰ مایل جاده) و از مجموعه‌ای که ساختمان شهرداری ساوت‌فیلد، ادارات دولتی، دادگاه، کتابخانهٔ عمومی معاصر ساوت‌فیلد، زمین گلف عمومی ۹ حفره را در خود جای داده‌است، پارک شهر و مناطق اختصاصی ورزشی، مسیر طبیعت گردی، یک مزرعهٔ تاریخی، و یک پیست یخ سرپوشیده، استخر شنا و مرکز تفریحی به اندازه المپیک واقع شده‌است. دانشگاه فناوری لارنس مستقیماً در امتداد ام-۱۰ (آزادراه لژ) از مرکز قرار دارد.
انواع ساختمان‌های اداری معاصر و بلند مرتبه اطراف این برج را احاطه کرده‌اند. آزادراه‌های متصل متعدد در مجاورت دسترسی مرکزی آن را به منطقهٔ مترو تسهیل می‌کند. این زمین، که در امتداد جاده ام-۱۰ قرار دارد، ۱⁄۲مایل (۰٫۸۰ کیلومتر) از جاده آی-۶۹۶ دور است و در نزدیکی جاده ام-۳۹ (آزادراه ساوت‌فیلد)، آی-۲۷۵، آی-۷۵ (آزادراه کرایسلر)، ام-۱ قرار دارد. (خیابان وودوارد) و بزرگراه ۲۴ ایالات متحده (جاده تلگراف). ارتفاعات مسکونی و انواع مسکن با تراکم متوسط در فاصله پیاده‌روی قرار دارند. منطقهٔ اطراف ساوت‌فیلد شامل خانه‌های تک خانوادگی است که بسیاری از آنها دارای معماری به سبک مزرعهٔ آجر هستند.

## معماری
این مجموعه، شبیه خوشه‌ای به هم پیوسته از آسمان خراش‌ها با نمای بیرونی شیشه ای طلایی است که هریک دارای پیکربندی هندسی متفاوتی هستند و سبک معماری مدرن را با تأثیرات پست مدرن تشکیل می‌دهند. ساختمانهای مدرن دارای عناصر متمایزی از معماری های-تک هستند. این مجموعه پنج برج شامل رستوران‌های خوب و مغازه‌هایی با قیمت‌ها و اجناس مناسب است که از عملکرد آن به عنوان یک مرکز بزرگ کنفرانس پشتیبانی می‌کند. در داخل هتل وستین، یک باغ دهلیز وجود دارد و آن ساختمان به مرکز شهر متصل و برای تهیه غذا و حوادث بزرگ در کاملاً مجهز است. نمایی هوایی از ساختمان بلند مسکونی ۵۰۰۰ مرکز شهر، کاملاً مانند یک جفت پیانوی بزرگ است. در نتیجه، بسیاری از ساکنان، اتاق‌های هندسی و راهروهای معمولی دارند، البته با چشم‌اندازهای زیبا از چشم‌انداز جنگلی اطراف و نمایی زیبا از پارک مدنی. این مجموعه دارای پارکینگ‌های وسیع در گاراژهای مجاور است.

### جزییات فنی
| نام               | تصاویر | ارتفاع پا/متر | طبقه | سال  | حوزه مربع پا / متر مربع | یادداشت |
| ----------------- | ------ | ------------- | ---- | ---- | ----------------------- | --- |
| ۳۰۰۰ مرکز شهر     |        | ۴۰۲ /۱۲۲      | ۳۲   | ۱۹۷۵ | ۵۳۳٬۹۸۲ / ۴۹٬۶۰۹        | ۳۰۰۰ مرکز شهر دومین ساختمان بلند در ایالت میشیگان خارج از دیترویت است. معماران نیوهاوس و تیلور، برج سه بعدی بین‌المللی را با استفاده از سبک معماری مدرن طراحی کردند. این طرح دارای مهاربندهای قوی متقاطع روی شیشه و فولاد طلایی آن است. این اولین مرحله از مرکز شهر بود. |
| مرکز شهر ۱۰۰۰     |        | ۳۹۵ /۱۲۰      | ۲۸   | ۱۹۸۹ | ۵۹۸٬۲۳۲ / ۵۵٬۵۷۸        | ۱۰۰۰ مرکز شهر با سبک معماری مدرن با استفاده از شیشه طلایی طراحی شده‌است. سایکس جنینگز کلی و برویر به عنوان معماران خدمت کردند. این برج تا سال ۲۰۱۴ مقر مرکزی منطقه پنجم سوم میشیگان بود. در قسمت بالای ساختمان یک استوانه تزئینی وجود داشت که هنگام خرید بانک سوم توسط بانک سوم پوشانده شد. |
| مرکز شهر ۲۰۰۰     |        | ۳۷۰ /۱۱۳      | ۲۸   | ۱۹۸۶ | ۵۵۶٬۷۲۳ / ۵۱٬۷۲۱        | ۲۰۰۰ مرکز شهر شامل باشگاه خط آسمان، یک باشگاه تجاری و رستوران مجلل است که در طبقه آخر واقع شده‌است (طبقه ۲۸). برج شیشه ای طلایی چند ضلعی است که یک سوم بالای گوشه آن به صورت عقب افتاده و با سبک معماری مدرن طراحی شده است. سایکس جنینگز کلی و برویر به عنوان معماران خدمت کردند. کنسولگری مقدونیه در دیترویت در سوئیت ۱۱۳۰ در ۲۰۰۰ مرکز شهر قرار دارد. قبلاً نورت‌وست ایرلاینز در سوئیت ۲۴۰ در ۲۰۰۰ مرکز شهر دفتر داشت. |
| ۵۰۰۰ مرکز شهر     |        | ۳۲۸ /۱۰۰      | ۳۳   | ۱۹۸۳ | NA                      | ۵۰۰۰ مرکز شهر یک برج مسکونی بلند مرتبه است و نشان دهنده سبک معماری مدرن است. این یک طرح موج دار دارد، تا حدودی شبیه یک شکل هشت انگلیسی. هنگامی که این برج ساخته شد، این برج به ۲۱۶ واحد جداگانه تقسیم شد. به دلیل ادغام برخی از واحدها، در حال حاضر دارای ۲۰۴ واحد است. سولومان کوردول بونز و همکاران به عنوان معمار خدمت می‌کردند.                                                                                    |
| مرکز شهر ۴۰۰۰     |        | ۸۲ /۲۷۰       | ۲۰   | ۱۹۷۹ | ۳۸۶٬۲۹۳ / ۳۵٬۸۸۸        | ۴۰۰۰ مرکز شهر یک برج ۲۰ طبقه است و کوتاهترین ساختمانهای اداری مرکز شهر است. این بنا به سبک معماری مدرن ساخته شده است و استفاده بیرونی از شیشه طلایی را در نمای بیرونی آن نشان می‌دهد. نیوهاوس و تیلور، سه بعدی بین‌المللی به عنوان معماران خدمت کردند. شامل مغازه انواع دوستان در حال حرکت و همچنین کافه تریای کافه دوستان در طبقه اول.                                                                                 |
| مرکز شهر ۱۵۰۰     |        |               | ۱۲   | ۱۹۸۷ | NA                      | هتل وستین ساوتفیلد دیترویت با مجموعه اداری ارتباط دارد. شیشه ای طلایی بلند است و ۳۸۵ واحد/اتاق و میزبان کنفرانس تا ظرفیت ۱۰۰۰ شرکت کننده دارد. سایکس جنینگز کلی و برویر هتل را به سبک معماری مدرن طراحی کرده اند. در ۱۵ اکتبر ۱۹۸۷ به عنوان هتل رادیسون پلازا افتتاح شد. |
| باغ آتریوم        |        |               | ۲    | ۱۹۷۹ | ۹۴٬۰۰۰ / ۸٬۷۳۳          | مجتمع دهلیز مجموعه را به هم متصل می‌کند و شامل مغازه‌های خرده فروشی با رستوران وستین تانگو در انتهای دیگر راهرو بزرگ است. |
| مرکز شهر ساوتفیلد |        | ۴۰۲ /۱۲۲      |      |      | ۲٬۲۰۰٬۰۰۰ / ۲۰۴٬۴۰۰     | مساحت کل شامل برج مسکونی ۵۰۰۰ نمی‌شود. این مرکز به عنوان یک مرکز کنفرانس بزرگ میزبان حداکثر ۱۰۰۰ شرکت کننده است. ۶۰۱شرکت صاحب مجموعه مرکز شهر هستند. |